# 飯羽間站
飯羽間站（日语：／ Iibama eki */?）是位於岐阜縣惠那市岩村町飯羽間，明知鐵道的明知線車站。車站編號為7。

## 歷史
- 1959年（昭和34年）1月10日 - 國鐵明知線車站啟用[1]。當時為旅客車站。
- 1985年（昭和60年）11月16日 - 明知線由明知鐵道承繼[1]。

## 車站構造
車站是一座地面車站，設有1面1線單式月台。此站是無人車站。

## 使用狀況
| 年度               | 1日平均乘車人次 | 1日平均乘車人次 |
| ------------------ | --------------- | --------------- |
| 2011年（平成23年） | 42              |                 |
| 2012年（平成24年） | 44              |                 |
| 2013年（平成25年） | 39              |                 |
| 2014年（平成26年） | 38              |                 |
| 2015年（平成27年） | 35              |                 |
| 2016年（平成28年） | 42              |                 |

## 車站周邊
車站周邊為田園地帶。
- 國道257號（日语：国道257号）
- 岩村町富田地區
- TAC-MATE（日语：タックメイト）松屋店
- 7-11惠那飯村町店

## 相鄰車站
明知鐵道
明知線
阿木（8）－飯羽間（7）－極樂（6）

## 注腳
1. 1 2 3  曾根悟（監修）. 朝日新聞出版分冊百科編集部（編集） , 编. . 週刊朝日百科. 26号 長良川鉄道・明知鉄道・樽見鉄道・三岐鉄道・伊勢鉄道. 朝日新聞出版. 2011-09-18: 13頁 （日语）.